# Eleanora, grofica Bara
Eleanora (Eleanor; 18. jun 1269 —  29. avgust 1298) bila je engleska princeza, kćerka kralja Edvarda I Dugonogog i njegove prve kraljice Eleanore Kastiljske, po kojoj je nazvana. Bila je sestra kralja Edvarda II i tetka Edvarda III.
Jako se zbližila sa svojom bakom Eleanorom Provansalskom. Dana 20. septembra 1293. Eleanora se udala za grofa Anrija III. Postala je grofica Bara.
Imala je barem dvoje dece:
- Edvard I od Bara
- Ivana od Bara, grofica Surreya[4]

Moguće je da je imala i kćer Eleanoru.